# Berta Lasala
Berta María Magdalena Lasala Romero (née le 3 septembre 1972 à Iquique) est une actrice chilienne.

## Télévision

### Telenovelas
| Telenovelas | Telenovelas         | Telenovelas       | Telenovelas |
| Année       | Titre               | Rôle              | Chaîne      |
| ----------- | ------------------- | ----------------- | ----------- |
| 1995        | Estúpido Cupido     | Mabel Fuentes     | TVN         |
| 1996        | Adrenalina          | Tamára del Canto  | Canal 13    |
| 1997        | Rossabella          | Liliana Espina    | Megavisión  |
| 1998        | A todo dar          | Paula Caceres     | Megavisión  |
| 1999        | Algo está cambiando | Pilar             | Megavisión  |
| 2000        | Sabor a ti          | Amparo Mena       | Canal 13    |
| 2001        | Piel Canela         | Amanda Chandía    | Canal 13    |
| 2002        | Buen Partido        | Patricia Lopez    | Canal 13    |
| 2003        | Machos              | Pilar Ponce       | Canal 13    |
| 2004        | Tentación           | Giovanna Garino   | Canal 13    |
| 2005        | Gatas & Tuercas     | Melany Peña       | Canal 13    |
| 2006        | Charly Tango        | Blanca Randall    | Canal 13    |
| 2008        | Lola                | Pascuala Foster   | Canal 13    |
| 2010        | Martín Rivas        | Clara San Luis    | TVN         |
| 2011        | Decibel 110         | Claudia Chicharro | Mega        |
| 2011        | Peleles             | Lilia Matamala    | Canal 13    |

### Émissions
| Année | Titre                                                    | Rôle            | Chaîne     |
| ----- | -------------------------------------------------------- | --------------- | ---------- |
| 1998  | 39e Festival international de la chanson de Viña del Mar | Coprésentatrice | Megavisión |

### Sources
- (es) Cet article est partiellement ou en totalité issu de l’article de Wikipédia en espagnol intitulé « Berta Lasala » (voir la liste des auteurs).